# ISDF
A ISDF (Norma Internacional para a Descrição de Funções) foi elaborada pelo Comité de Boas Práticas e Normas do Conselho Internacional de Arquivos (CIA), em 2007, e resultou do reconhecimento da importância das funções no contexto da produção documental das organizações. Para desenvolver esta norma, o grupo de trabalho recorreu a modelos de descrição de análise de funções utilizados nos arquivos da Austrália, do Canadá, Suíça, Reino Unido e Estados Unidos da América. Para além disso, seguiram as normas ISO 15489 - International Standard on Records Management (2001) e a ISO 23081-1:2006 - Information and documentation - Records Management Processes - Metadata for Records - Part 1: Principles (2006-2007).
A versão preliminar foi divulgada internacionalmente em 2006, e as contribuições recebidas a nível mundial foram tidas em consideração na reunião do Comité de Boas Práticas e Normas que se realizou em Dresden, em maio de 2007, tendo como resultado final a atual norma.

## Âmbito e Objetivo
Esta norma tem como objetivo fornecer as diretivas para a descrição das funções nas entidades coletivas que produzem e mantém arquivos.
O termo “função” inclui não só a função mas também as subdivisões de uma função ou subfunção, como sejam os procedimentos operacionais, as atividades, as tarefas ou quaisquer outros termos com o mesmo significado que se utilizem internacional, nacional ou localmente.
A análise das funções das entidades coletivas é importante como base para muitas atividades de arquivo, porque as funções dentro das organizações são mais estáveis do que as estruturas, dado que estas podem ser incorporadas ou transferidas quando há reestruturação na organização.

A análise das funções serve como:
- Base para o alinhamento, classificação e descrição dos documentos;
- Base para a avaliação dos documentos;
- É uma ferramenta para a recuperação e análise dos documentos.

A descrição das funções é vital para esclarecer a proveniência dos documentos, ajuda a situar os documentos com mais segurança no contexto da sua produção e uso. De igual forma, contribui para explicar como e por que os documentos foram produzidos e posteriormente usados, qual o seu propósito na organização que os criou, como se ajustam a essa organização e se ligam a outros documentos por ela produzidos.
As descrições das funções e das atividades são utilizadas para:
- Descrever funções como unidades num sistema de descrição arquivística;
- Controlar a criação e o uso de pontos de acesso em descrições arquivísticas;
- Documentar as relações entre diferentes funções, entre essas funções e as entidades coletivas que as exerceram e os documentos que geraram.

Vários dos elementos descritivos de uma função podem ser utilizados como pontos de acesso. A normalização dos pontos de acesso pode ser desenvolvida nacionalmente ou por idioma, assim como os vocabulários e as convenções usadas na criação ou seleção do conteúdo dos dados.

Pretende-se que esta norma seja usada de forma complementar e suplementar às descrições de documentos criadas em conformidade com a ISAD(G) e os registos de autoridades criados de acordo com a ISAAR(CPF). Se a informação sobre as funções for guardada de forma separada à da descrição dos documentos e dos registos de autoridade, resulta daí menos repetição de informação o que permite a construção de sistemas de descrição arquivística mais flexíveis.

## Composição da norma
A norma é composta por quatro campos de descrição da função seguidamente enumerados.

Área de Identificação [5.1]

A informação aqui colocada visa identificar especificamente a função, subfunção ou atividade e define um ponto de acesso normalizado, para tal desta área constam:
- Tipo
- Forma(s) autorizada do nome
- Forma(s) paralela(s) do nome
- Outra(s) forma(s) do nome
- Classificação

Área de contextualização [5.2] 

Nesta segunda área regista-se a informação sobre a natureza e o contexto da função.
- Datas
- Descrição
- História
- Legislação

Área de Relacionamentos [5.3]

Aqui registam-se e descrevem-se as relações com outras funções.
- Forma(s) autorizada do nome/Identificador da função relacionada
- Tipo
- Categoria do relacionamento (hierárquico, temporal, associativo)
- Descrição do relacionamento
- Datas do relacionamento

Área de Controlo [5.4]
 A quarta área tem como objetivo identificar especificamente a descrição da função no contexto em que será utilizada.
- Identificador da descrição da função
- Identificador da instituição
- Regras e/ou convenções utilizadas
- Estatuto
- Nível de detalhe
- Data da criação, revisão ou obsolescência
- Idioma(s) ou forma(s) de escrita
- Fontes
- Notas de manutenção

Relações entre as funções e entidades coletivas, materiais arquivísticos e outros recursos [6]

Área que fornece diretivas para associar descrições de funções a registos de autoridade que descrevem produtores de documentos e/ou a descrições de documentos arquivísticos. Uma descrição pode ser associada a tantos registos de autoridade e /ou descrições quanto o necessário.
- Identificador e forma(s) autorizada do nome/título do recurso relacionado
- Natureza do relacionamento
- Datas do relacionamento

Todos os elementos desta norma estão disponíveis para uso, sendo três considerados essenciais:
- Tipo [5.1.1]
- Forma(s) autorizada do nome [5.1.2]
- Identificador da descrição da função [5.4.1]